# Glycyphana regalis
Glycyphana regalis är en skalbaggsart. Glycyphana regalis ingår i släktet Glycyphana och familjen Cetoniidae. Utöver nominatformen finns också underarten G. r. soror.